# Marie-Martine Schyns
Pour les articles homonymes, voir Schyns.
Marie-Martine C.J. Schyns est une femme politique belge née à Verviers le 19 mai 1977.
Elle est membre du parti Les Engagés, députée wallonne et cheffe de groupe au Parlement de la Communauté Française (depuis mai 2014), ainsi que conseillère communale (et ancienne échevine de la Culture, du Tourisme et de la Jeunesse) à Herve.
Le 6 juillet 2013, Benoit Lutgen la choisit en remplacement de Marie-Dominique Simonet pour le poste de Ministre de l'Enseignement obligatoire et de la Promotion sociale. Auparavant, elle occupait une fonction de députée fédérale (de mars 2008 à juin 2010, et de décembre 2011 à juillet 2013).
Le 16 avril 2016, à la suite de la démission de Joëlle Milquet, elle redevient Ministre de l'Éducation (enseignement obligatoire) et des Bâtiments scolaires.
Dès la rentrée scolaire de 2024, elle redevient enseignante.

## Biographie
Marie-Martine Schyns fréquente l'école libre de Charneux, puis le collège Saint François Xavier 1 à Verviers.
Après des études à l'ULiège où elle obtient sa licence en Langues et littérature romanes, elle se spécialise en administration publique au sein de la même université. Professeur de français à l’Institut Saint-Michel à Verviers depuis 2002, elle est actuellement en congé politique.
À 23 ans, Marie-Martine Schyns est élue conseillère communale de Herve lors des élections communales d'octobre 2000.
En janvier 2001, elle prête serment et devient alors échevine de la Culture, du Tourisme et de la Jeunesse de la ville de Herve.
Elle est réélue lors des élections communales d'octobre 2006 et occupe les mêmes fonctions au sein du collège échevinal de la ville de Herve. En parallèle, elle occupe également le poste de présidente de la Maison du Tourisme du Pays de Herve, de 2003 à 2012.
Le 20 mars 2008, Marie-Martine Schyns prête serment à la Chambre des représentants et devient alors députée fédérale, comme première suppléante de la liste cdH de la circonscription électorale de Liège, en remplacement de Melchior Wathelet. En 2010, elle est 2e suppléante et remplace le même Wathelet le 6 décembre 2011.
Le 6 juillet 2013, Benoît Lutgen, président du cdH, annonce sa désignation comme Ministre de l'enseignement obligatoire et de la promotion sociale, en remplacement de Marie-Dominique Simonet. Elle prêtera serment le 17 juillet 2013.
Elle est ensuite élue députée wallonne le 25 mai 2014 et assure la fonction de cheffe de groupe cdH au Parlement de la Fédération Wallonie-Bruxelles jusqu'au 18 avril 2016, date à laquelle elle est remplacée par Véronique Salvi.
Le même jour, elle prête serment devant le Parlement communautaire en tant que nouvelle Ministre de l'Éducation, en remplacement de Joëlle Milquet, alors Vice-Présidente du Gouvernement de la Communauté française et Ministre de l'Éducation, de la Culture et de l'Enfance. Ces autres fonctions de Joëlle Milquet sont reprises par la nouvelle Ministre Alda Greoli. Sous le titre de Ministre de l'Éducation, Marie-Martine Schyns reçoit la compétence de l'enseignement et des bâtiments scolaires, à l'exception de l'enseignement supérieur et de promotion sociale.